# 521 Brixia
521 Brixia eller 1904 NB är en stor asteroid i huvudbältet, som upptäcktes den 10 januari 1904 av den amerikanske astronomen Raymond Smith Dugan vid observatoriet i Heidelberg. Den har fått sitt namn efter den italienska staden Brescia.
Asteroiden har en diameter på ungefär 107 kilometer.